# Arniquet
Arniquet (em crioulo haitiano:  Anikè), é uma comuna do Haiti, situada no departamento do Sul e no arrondissement de Port-Salut. De acordo com o censo de 2003, sua população total é de 7.252 habitantes.